# Syngnathus louisianae
Syngnathus louisianae är en fiskart som beskrevs av Günther 1870. Syngnathus louisianae ingår i släktet Syngnathus och familjen kantnålsfiskar. Inga underarter finns listade i Catalogue of Life.